# Giovanni Girolamo Saccheri
Giovanni Girolamo Saccheri (Sanremo, 5 settembre 1667 – Milano, 25 ottobre 1733) è stato un gesuita e matematico italiano.
È considerato il padre, seppure inconsapevole, delle geometrie non euclidee.

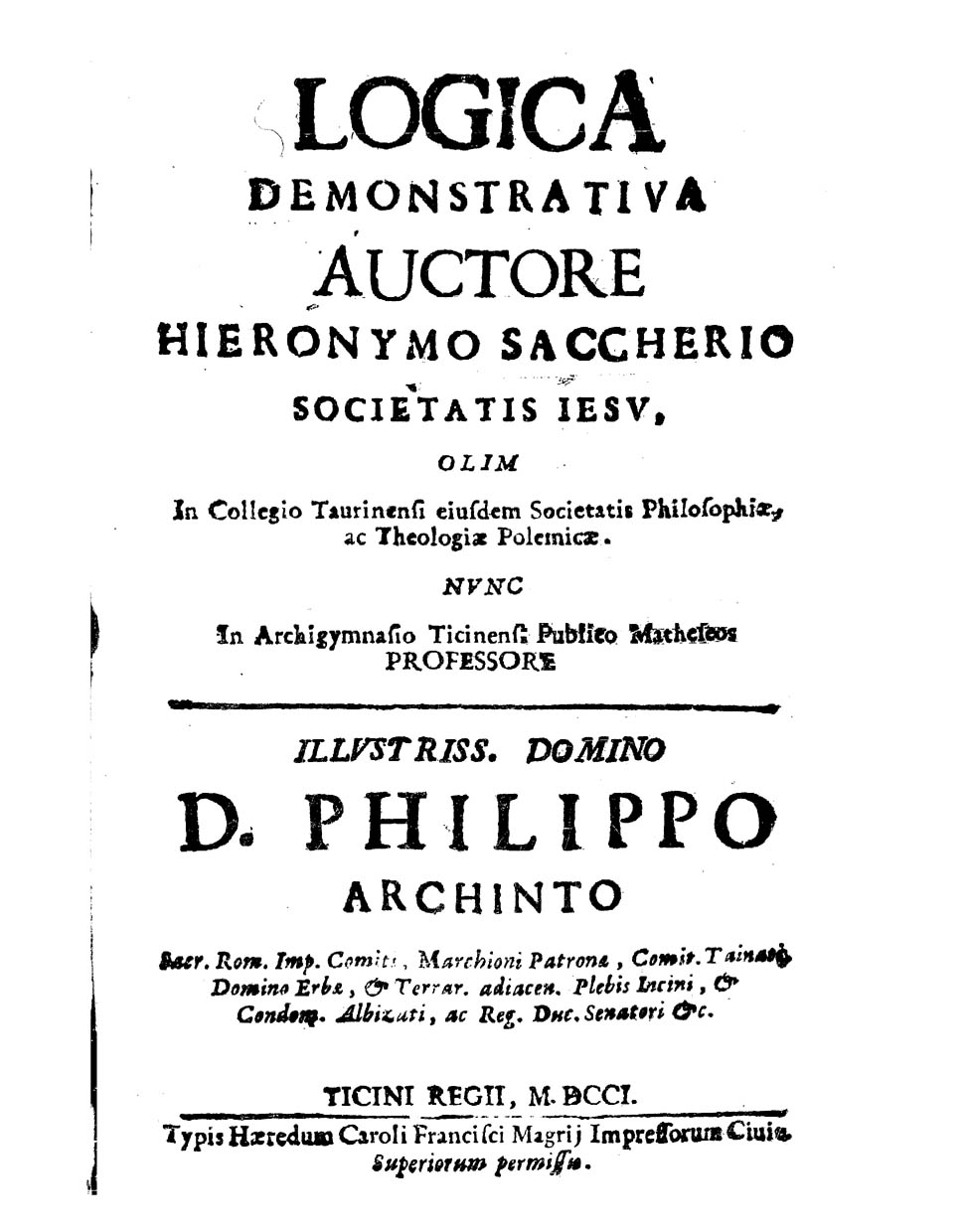
Logica demonstrativa, 1701

Quadrilatero di Saccheri

## Biografia

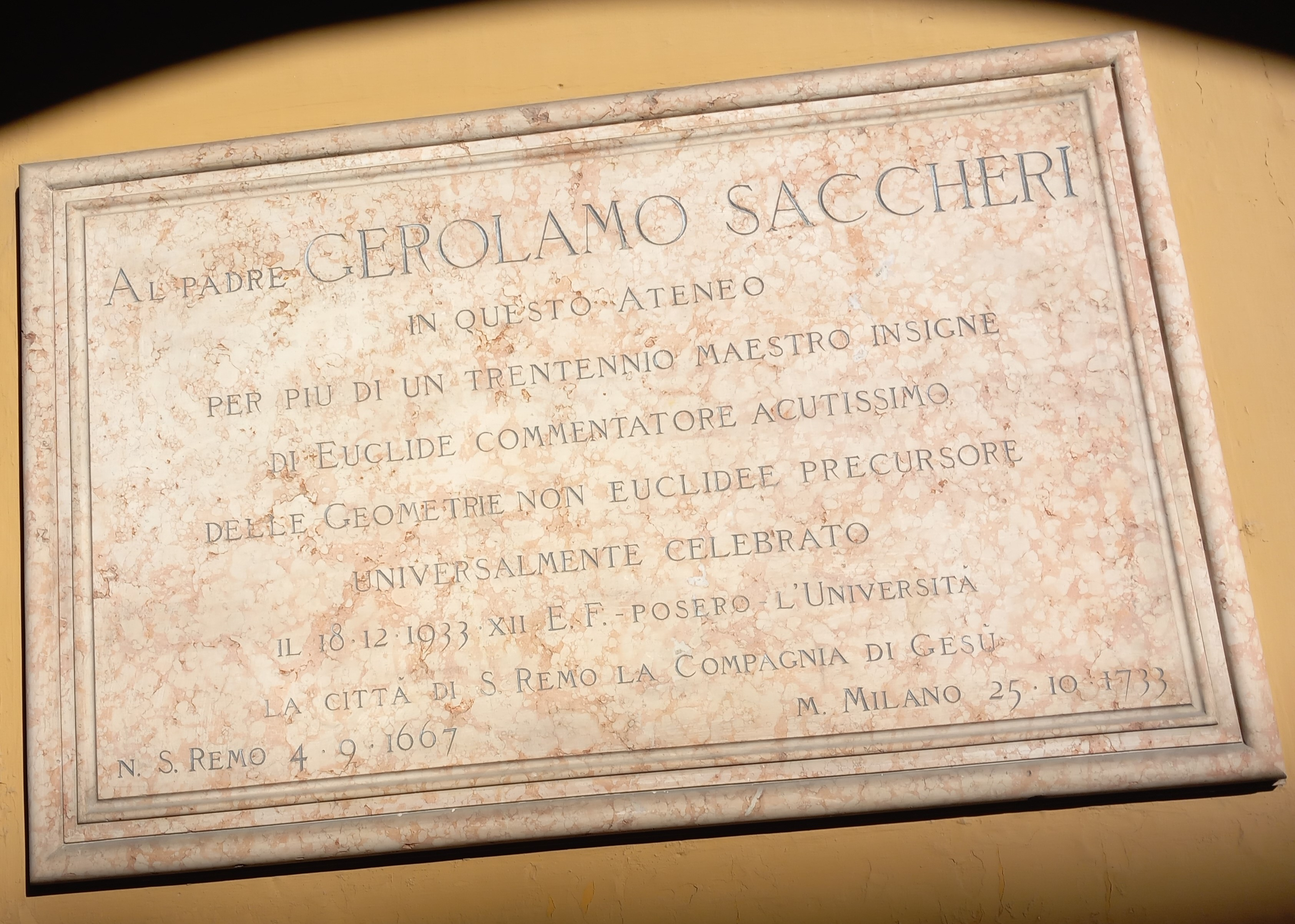
Targa commemorativa all'Università di Pavia

Saccheri entrò diciottenne nell'ordine della Compagnia di Gesù a Genova, dove fu avviato allo studio della geometria sotto la guida del p. Tommaso Ceva. Ceva fece conoscere il fratello Giovanni e i galileiani Vincenzo Viviani e Luigi Guido Grandi. Venne ordinato sacerdote a Como nel 1694, quindi insegnò filosofia e teologia nei collegi gesuiti di Torino e di Pavia, dove inoltre gli fu affidata la cattedra di Matematica all'Università degli Studi fino alla morte.
Nel 1697 pubblicò un notevole trattato di logica e nel 1708 un trattato di statica. Nel 1733, l'anno della sua morte, uscì l'opera di maggiore importanza per la storia dei fondamenti della geometria e per la quale la sua figura è oggi ampiamente ricordata: "Euclides ab omni nævo vindicatus" (Euclide riscattato da ogni difetto).
In essa, Saccheri dimostrò per assurdo il postulato delle rette parallele di Euclide. La sua dimostrazione non era però corretta e le conseguenze da lui tratte dalla negazione del V postulato costituiscono, contro le sue intenzioni, una serie di teoremi che di fatto hanno aperto la strada alla geometria non euclidea. Tuttavia la sua incrollabile convinzione sulla validità della geometria euclidea gli impedì di rendersi conto dei risultati raggiunti.
Saccheri era anche un valente giocatore di scacchi: era in grado di giocare contemporaneamente tre partite alla cieca, riproducendole poi a ritroso.

## Il Quadrilatero di Saccheri
Saccheri voleva provare il V postulato di Euclide sulle rette parallele attraverso una dimostrazione per assurdo. Il suo punto di partenza fu il quadrilato birettangolo isoscele, ovvero un quadrilatero con due lati opposti congruenti ed entrambi perpendicolari ad uno solo degli altri lati.
Saccheri introdusse dunque tre ipotesi sugli angoli del quadrilatero opposti a quelli costruiti retti:
- Ipotesi dell'angolo retto: gli angoli sono entrambi retti; ciò equivale ad accettare il V postulato.
- Ipotesi dell'angolo ottuso: gli angoli interni sono entrambi ottusi; in questo modo viene negato il V postulato
- Ipotesi dell'angolo acuto: gli angoli interni sono entrambi acuti; anche in questo modo si nega il V postulato

L'idea di Saccheri era quella di confutare le due ipotesi dell'angolo acuto e di quello ottuso, in modo da rendere possibile solo quella dell'angolo retto. Confutò l'ipotesi dell'angolo ottuso usando il II postulato euclideo, ammettendo cioè che un segmento possa essere illimitatamente prolungato in linea retta. Tuttavia rinunciando alla validità anche del II postulato, potremmo considerare valida anche l'ipotesi dell'angolo ottuso: proprio Bernhard Riemann, lavorando su questo, giunse ad elaborare la teoria della geometria ellittica. Saccheri concluse dicendo che
"L'ipotesi dell'angolo ottuso è completamente falsa, poiché distrugge se stessa".
La confutazione di Saccheri dell'ipotesi dell'angolo acuto è molto più debole. Egli suppose infatti che ciò che vale per un punto a distanza finita dalla retta dovesse valere anche per un punto "all'infinito", ma questa ipotesi in realtà rende inaccettabile la confutazione. Non troppo convinto della dimostrazione, Saccheri così chiosò la sua dimostrazione: 
"L'ipotesi dell'angolo acuto è assolutamente falsa, poiché ripugna alla natura della linea retta".

## Opere
- Quæsita geometrica, 1693
- Logica demonstrativa, 1697
  - (LA) Giovanni Girolamo Saccheri, Logica demonstrativa, Ticini Regij, typis haeredum Caroli Francisci Magrij impressorum ciuit, 1701.
  - Logica dimostrativa. Testo latino a fronte; a cura di Paolo Pagli e Corrado Mangione, Milano, Bompiani, 2011.
- (LA) Neostatica, Milano, Giuseppe Pandolfo Malatesta, 1708.
- Euclides ab omni nævo vindicatus, 1733
  - L'Euclide emendato del p. Gerolamo Saccheri. Tr. e note del prof. G. Boccardini, Milano, U. Hoepli, 1904
  - (EN) Girolamo Saccheri's Euclides vindicatus, traduzione in inglese di G. B. Halsted, Chicago, Open court publishing company, 1920
  - Euclide liberato da ogni macchia. Testo latino a fronte; a cura di Pierangelo Frigerio, introduzione di Imre Toth ed Elisabetta Cattanei, Milano, Bompiani, 2001.